# Glommeberget
Glommeberget är det högsta berget på ön Smögen i Västra Götalands län, och är 25 meter högt.
Större delen av berget består av fastigheter, och på toppen av berget ligger Smögens vattentorn. Från vattentornet kan man se ända till Väderöarna, Måseskär och Orust, samtidigt som man får en bra vy över skärgården.
På berget lever den utrotningshotade stinkpaddan som i Sverige endast förekommer lokalt i Skåne, Halland, Blekinge, Bohuslän och Västergötland. På Glommeberget har lekdammar har grävts ut för att förbättra miljön för stinkpaddan.